# Інструментальний конус

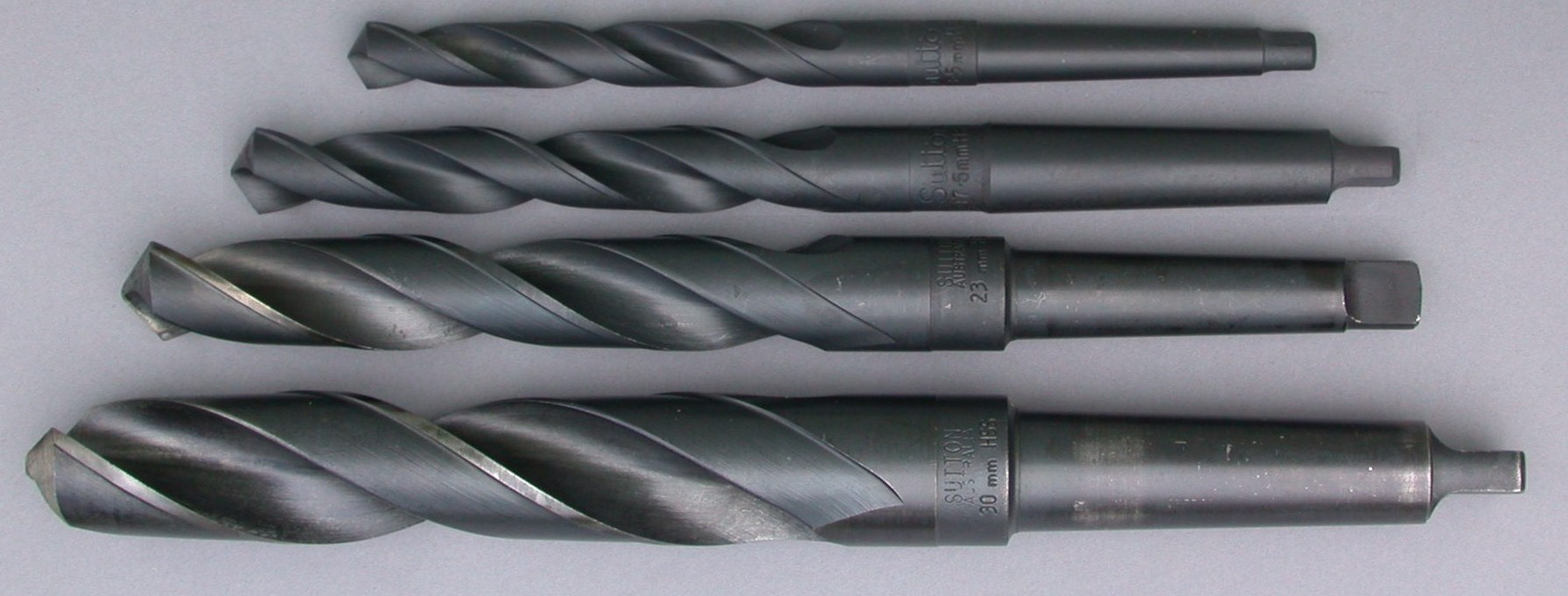
Конус Морзе розмірів №1, №2, N3 і N4 на хвостовиках свердл

Інструмента́льний ко́нус — конічний хвостовик різального інструменту (свердло, зенкер, фреза, розвертка, затискний патрон) і конічний отвір відповідного розміру (гніздо) в шпинделі чи задній бабці токарного верстата. Призначений для швидкої зміни інструмента з високою точністю центрування і надійністю фіксації. Існують різні інструментальні конуси, що розрізняються за конусністю.

## Конус Морзе і метричний конус

### Конус Морзе

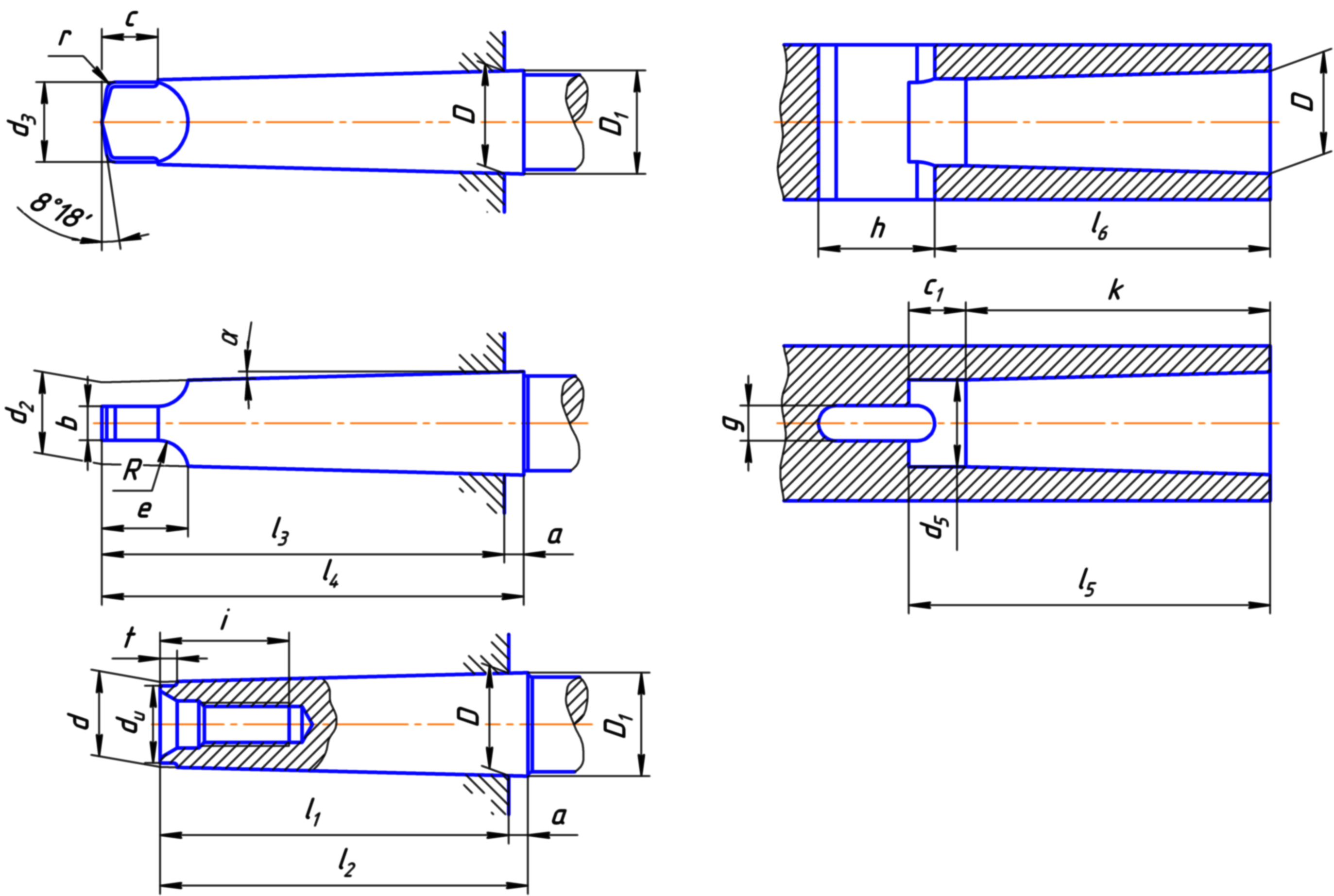
Схеми інструментальних конусів типів AE — зовнішній конус з різьбовим отвором по осі і BE — зовнішній конус з лапкою (зліва) та BI — внутрішній конус з пазом (справа) за ДСТУ ГОСТ 25557:2008

Конус Морзе — одне із найпоширеніших кріплень інструменту. Був запропонований винахідником спірального свердла Стівеном А. Морзе (англ. Stephen A. Morse) приблизно у 1864 році.
Конус Морзе поділяється на сім розмірів від № 0 до №6.  Конусність від 1:19,002 до 1:20,047 (кут від 1°25’43" до 1°30’26") у залежності від типорозміру. Зарубіжні стандарти-аналоги: ISO 296, DIN 228. Конуси виготовлені за дюймовими і метричними стандартами взаємозамінні у всьому крім різі хвостовика.
Існує декілька виконань хвостовика: з лапкою, з різзю і без них. Інструмент з лапкою фіксується в шпинделі заклинюванням цієї лапки, для чого в рукаві шпинделя є відповідний паз. Інструмент з різзю фіксується в шпинделі штоком (штревелем), що вкручуються в торець конуса. Лапка дозволяє передавати інструменту значний крутний момент. Різьбові конуси гарантують невипадання інструменту і полегшують витягання конуса, який заклинило.  Регламентуються конуси, що забезпечуються системою отворів і канавок для подачі змащувально-охолоджуючої рідини.

### Метричний конус
У подальшому виявилось небхідним розширити діапазон розмірів конусів Морзе як у більшу так і в меншу сторону. При цьому для нових типорозмірів конуса вибрали конусність значенням 1:20 (кут 1°25’56") і назвали їх метричними конусами (англ. Metric Taper). Типорозмір метричних конусів вказується по найбільшому діаметру конуса в міліметрах. ДСТУ ГОСТ 25557:2008 визначає малі метричні конуси № 4 і № 6 (англ. ME4, ME6) і великі метричні конуси № 80, 100, 120, 160, 200 (англ. ME80-ME200).
Конструктивних відмінностей між конусом Морзе і метричним немає. Розміри конусів наведені у таблиці.
|           | Позначення конуса | Конусність | D      | D1    | d     | d1  | d2   | d3 max | d4 max | d5    | l1 max | l2 max | l3 max | l4 max | l5 min | l6  |
| --------- | ----------------- | ---------- | ------ | ----- | ----- | --- | ---- | ------ | ------ | ----- | ------ | ------ | ------ | ------ | ------ | --- |
| Метричний | 4                 | 1:20       | 4      | 4,1   | 2,9   | -   | -    | -      | 2,5    | 3     | 23     | 25     | -      | -      | 25     | 21  |
| Метричний | 6                 | 1:20       | 6      | 6,2   | 4,4   | -   | -    | -      | 4      | 4,6   | 32     | 35     | -      | -      | 34     | 29  |
| Морзе     | 0                 | 1:19,212   | 9,045  | 9,2   | 6,4   | -   | 6,1  | 6      | 6      | 6,7   | 50     | 53     | 56,3   | 59,5   | 52     | 49  |
| Морзе     | 1                 | 1:20,047   | 12,065 | 12,2  | 9,4   | M6  | 9    | 8,7    | 9      | 9,7   | 53,5   | 57     | 62     | 65,5   | 56     | 52  |
| Морзе     | 2                 | 1:20,020   | 17,780 | 18    | 14,6  | M10 | 14   | 13,5   | 14     | 14,9  | 64     | 69     | 75     | 80     | 67     | 62  |
| Морзе     | 3                 | 1:19,922   | 23,825 | 24,1  | 19,8  | M12 | 19,1 | 18,5   | 19     | 20,2  | 80,1   | 86     | 94     | 99     | 84     | 78  |
| Морзе     | 4                 | 1:19,254   | 31,267 | 31,6  | 25,9  | M16 | 25,2 | 25,2   | 24     | 26,5  | 102,5  | 109    | 117,5  | 124    | 107    | 98  |
| Морзе     | 5                 | 1:19,002   | 44,399 | 44,7  | 37,6  | M20 | 36,5 | 35,7   | 35,7   | 38,2  | 129,5  | 136    | 149,5  | 156    | 135    | 125 |
| Морзе     | 6                 | 1:19,180   | 63,348 | 63,8  | 53,9  | M24 | 52,4 | 51     | 51     | 54,6  | 182    | 190    | 210    | 218    | 188    | 177 |
| Метричний | 80                | 1:20       | 80     | 80,4  | 70,2  | M30 | 69   | 67     | 67     | 71,5  | 196    | 204    | 220    | 228    | 202    | 186 |
| Метричний | 100               | 1:20       | 100    | 100,5 | 88,4  | M36 | 87   | 85     | 85     | 90    | 232    | 242    | 260    | 270    | 240    | 220 |
| Метричний | 120               | 1:20       | 120    | 120,6 | 106,6 | M36 | 105  | 102    | 102    | 108,5 | 268    | 280    | 300    | 312    | 276    | 254 |
| Метричний | 160               | 1:20       | 160    | 160,8 | 143   | M48 | 141  | 138    | 138    | 145,5 | 340    | 356    | 380    | 396    | 350    | 321 |
| Метричний | 200               | 1:20       | 200    | 201   | 179,4 | M48 | 177  | 174    | 174    | 182,5 | 412    | 432    | 460    | 480    | 424    | 388 |